# Decodon puellaris
Decodon puellaris là một loài cá biển thuộc chi Decodon trong họ Cá bàng chài. Loài này được mô tả lần đầu tiên vào năm 1860.

## Từ nguyên
Từ định danh của loài này trong tiếng Latinh mang nghĩa là "cô gái", nhưng không rõ hàm ý đề cập đến điều gì.

## Phạm vi phân bố và môi trường sống
D. puellaris là một loài bản địa của Tây Đại Tây Dương. Loài này có phạm vi từ bang North Carolina, trải dài dọc theo đường bờ biển phía đông nam và nam Hoa Kỳ, bao gồm Bermuda và Bahamas, đến khắp vịnh México và biển Caribe, về phía nam dọc theo bờ biển Nam Mỹ đến bang Rio Grande do Sul, Brasil.
D. puellaris sống chủ yếu trên nền đáy đá ở khu vực nước sâu, độ sâu khoảng từ 18 đến 275 m.

## Mô tả
D. puellaris có chiều dài cơ thể tối đa được ghi nhận là 30 cm. Vây đuôi cụt. Cơ thể có màu đỏ (phần lưng đỏ sẫm hơn và vùng bụng có màu trắng). Đầu và thân được phủ bởi những lớp vảy lớn và có nhiều chấm màu vàng. Môi có màu vàng. Đầu có các vệt sọc màu vàng từ môi trên băng qua mắt, tới nắp mang và uốn cong xuống hai bên má. Vây lưng và vây hậu môn không có vảy, có màu vàng.
Số gai ở vây lưng: 11; Số tia vây ở vây lưng: 9–10; Số gai ở vây hậu môn: 3; Số tia vây ở vây hậu môn: 9–10; Số tia vây ở vây ngực: 16.